# Orta di Atella
Orta di Atella község (comune) Olaszország Campania régiójában, Caserta megyében.

## Fekvése
A megye déli részén fekszik, Nápolytól 15  km-re északra, Caserta városától 12 km-re délnyugati irányban. Határai: Caivano, Frattaminore, Crispano, Marcianise, Sant’Arpino és Succivo.

## Története
A település az ókori oszk város, Atella területén alakult ki, ezt tükrözi neve is. A település a 12. századra teljesen elnéptelenedett, de a következő századokban ismét benépesült és különböző nápolyi nemesi családok birtoka volt. A 19. században nyerte el önállóságát, amikor a Nápolyi Királyságban felszámolták a feudalizmust.

## Népessége
A népesség számának alakulása:

## Főbb látnivalói
- San Francesco-templom
- San Donato-templom
- San Massimo-templom
- Atella romjai (az ókori város romjai napjainkban Sant’Arpinóval osztozik)